# Jeremias da Valáquia
Jeremias da Valáquia O.F.M. Cap., (nascido em 7 de junho ou 29 de agosto de 1556 - 26 de fevereiro de 1625) era um irmão leigo capuchinho de origem romena que passou toda a sua vida adulta servindo como enfermeiro da Ordem na Itália. Ele foi beatificado pelo Papa João Paulo II em 30 de outubro de 1983, o primeiro de sua nação a ser homenageado. Nascido Ion Costist ou Ioan (John) Costişte, ele emigrou para Nápoles durante sua adolescência. Também conhecido como Jeremias da Valáquia, ele se destacou por sua atenção cuidadosa às obras de misericórdia e ao cuidado dos pobres. Sua visão da Mãe Santíssima resultou em uma das imagens mais conhecidas criadas dele.

## Vida
Ele nasceu Ioan (John) Costişte em uma vila no Principado da Moldávia, filho de Margareta Bărbat e Stoica Costişte (Kostist), que eram agricultores prósperos. Poucos detalhes sobreviveram de sua infância e juventude, a não ser quando criança, ele desenvolveu a convicção de que queria ir para a Itália porque era ali que se encontravam os melhores cristãos. Sua mãe disse-lhe que era um lugar "onde os monges eram todos santos e ali estava o papa, o vigário de Cristo"; o fato de ser analfabeto e conhecer seu próprio dialeto e nenhuma outra língua não o impediu de decidir. Aos 19 anos, Costişte saiu de casa com a permissão dos pais para realizar seu sonho. Depois de uma longa jornada durante a qual atuou como assistente médico, chegou a Bari, na Itália, onde se estabeleceu aos 22 anos. Ele começou a servir o célebre médico Pietro Lo Iacono. Depois de cinco anos de vida lá, ele concluiu que não estava encontrando o que procurava; ele estava então decidido a voltar para casa. No entanto, em 8 de maio de 1579 foi admitido no noviciado dos Frades Capuchinhos para a Província de Nápoles (Ordem dos Frades Menores), onde recebeu o nome religioso de Jeremias em 8 de maio de 1579. Após a profissão dos votos religiosos, um ano depois, foi destinado a vários frades da província entre 1579 e 1584; entre essas posições estava em 1585 atuando como assistente médico no centro médico capuchinho em seu convento de Santo Eframo Novo em Nápoles.
Em 1585, Jeremias foi designado para a enfermaria do Mosteiro de Santo Efrém, o Velho, em Nápoles, onde viveria o resto de sua vida. Lá ele cuidou dos frades enfermos da comunidade, bem como dos pobres e enfermos da cidade. Ele parecia ter nascido para esta tarefa, tornando-se conhecido por sua compaixão pelo sofrimento. Para ele, as pessoas eram "parte do sofrimento de Jesus e ele as via como o próprio Jesus". Ele veio para servir até mesmo aos leprosos, para os quais prepararia um preparado de ervas para cobrir o fedor de sua carne em decomposição. Curas milagrosas começaram a ser associadas à sua amamentação e orações. Ele também cuidou dos loucos, tornando-se o único zelador de um frade que era tão violento que expulsava todos os demais. Ele cuidou daquele frade por quase cinco anos, e depois o chamou de sua "recreação". Jeremias sentiu um tal compromisso com a pobreza, que é uma marca da Ordem Franciscana, que teria passado 35 anos usando o mesmo hábito. Da mesma maneira, sua ração de comida geralmente ia para outras pessoas.
Em 14 de agosto de 1608 - véspera da Festa da Assunção - ele teve uma visão da Santíssima Mãe, na qual perguntou a ela o motivo pelo qual ela não usava coroa; ela respondeu com: "Aqui está minha coroa: meu filho". Ele confidenciou essa visão a seu amigo e Frade Pacífico de Salerno e logo a história se espalhou de pessoa em pessoa. Um artista até fez um ícone que representava este evento. Ele se referia a ela como "Mammarella Nostra".
Em 1625, Jeremias, então com 69 anos, estava tomando conhecimento de sua morte próxima. Com isso, seu espírito de abnegação cresceu. Em 26 de fevereiro daquele ano, um grande personagem da corte real espanhola (Torre del Greco) estava gravemente doente e chamou Jeremias para cuidar dele. Jeremias não entendeu por que não foi enviado um meio de transporte. Em uma longa caminhada desde o mosteiro, uma mulher lhe disse:
"Temos que vir na quarta-feira ao convento."
"Você terá que me encontrar."
"Mas onde você estará?"
"Eu quero ir para minha terra natal."
Seu retorno a Nápoles testemunhou-o contrair pleuropneumonia; ele morreu disso em 5 de março de 1625. Suas palavras finais foram "Sim, Jesus, venha! Obrigado!" Depois de sua morte, ele foi vestido com o hábito seis vezes, pois os fiéis cortaram partes dele para si como relíquias. Ele está enterrado na igreja da Imaculada Conceição em Nápoles.

## Reputação contemporânea
Uma frase particular comum entre seus pares era: "quem pode realizar a caridade do irmão Jeremias?" Ele era conhecido por agir em todos os atos misericordiosos, tanto corporais quanto espirituais; estes atuaram como sua visão para sua vida e, na verdade, o núcleo de suas próprias características. Ele acreditava que Deus era amor misericordioso, mas também o aplicava à Trindade, à Paixão de Jesus Cristo, à Eucaristia, à Santíssima Virgem Maria e à Igreja Universal; ele estendeu isso com sua crença de que a humanidade era o dom do amor misericordioso do Senhor.
Costist era conhecido por seus colegas por suas discussões perspicazes e por seu talento natural para consolar aqueles que sofriam. Ele irradiava calor humano e uma aura de um frade simples. Ele passava as noites nas celas dos enfermos ou de outros frades e até dizia a si mesmo que era tão pobre que não tinha esperança de pagar o aluguel de uma cela para si. Costist proclamava obrigado: "Senhor, eu te agradeço porque sempre servi e nunca fui servido. Sempre fui sujeito e nunca fui comandado ”.

## Veneração
O processo de beatificação começou em Nápoles depois que a causa recebeu a aprovação papal do Papa Urbano VIII em 25 de setembro de 1627 e uma mudança que designou o falecido religioso com o título de Servo de Deus como a primeira etapa do processo. A causa da beatificação de Jeremias foi iniciada em 1687, mas permaneceu paralisada até 1905, quando uma biografia de sua vida foi publicada em Nápoles, intitulada Vita di Fra Geremia Valacco. Em 1914, ele se tornou um tópico de estudo pela Academia Romena e, em 1944, o professor Grigore Manoilescu (que era um cristão ortodoxo ) lançou uma curta biografia dele na língua romena, Români dăruiţi altor neamuri.

Em 14 de outubro de 1947, Jeremias foi declarado Servo de Deus pelo Papa Pio XII e Venerável por meio de uma proclamação de suas virtudes heróicas, emitida pelo Papa João XXIII em 18 de dezembro de 1959. Ele foi beatificado pelo Papa João Paulo II em 30 de outubro de 1983, após o reconhecimento de um único milagre atribuído à sua intercessão.